# Nonstop

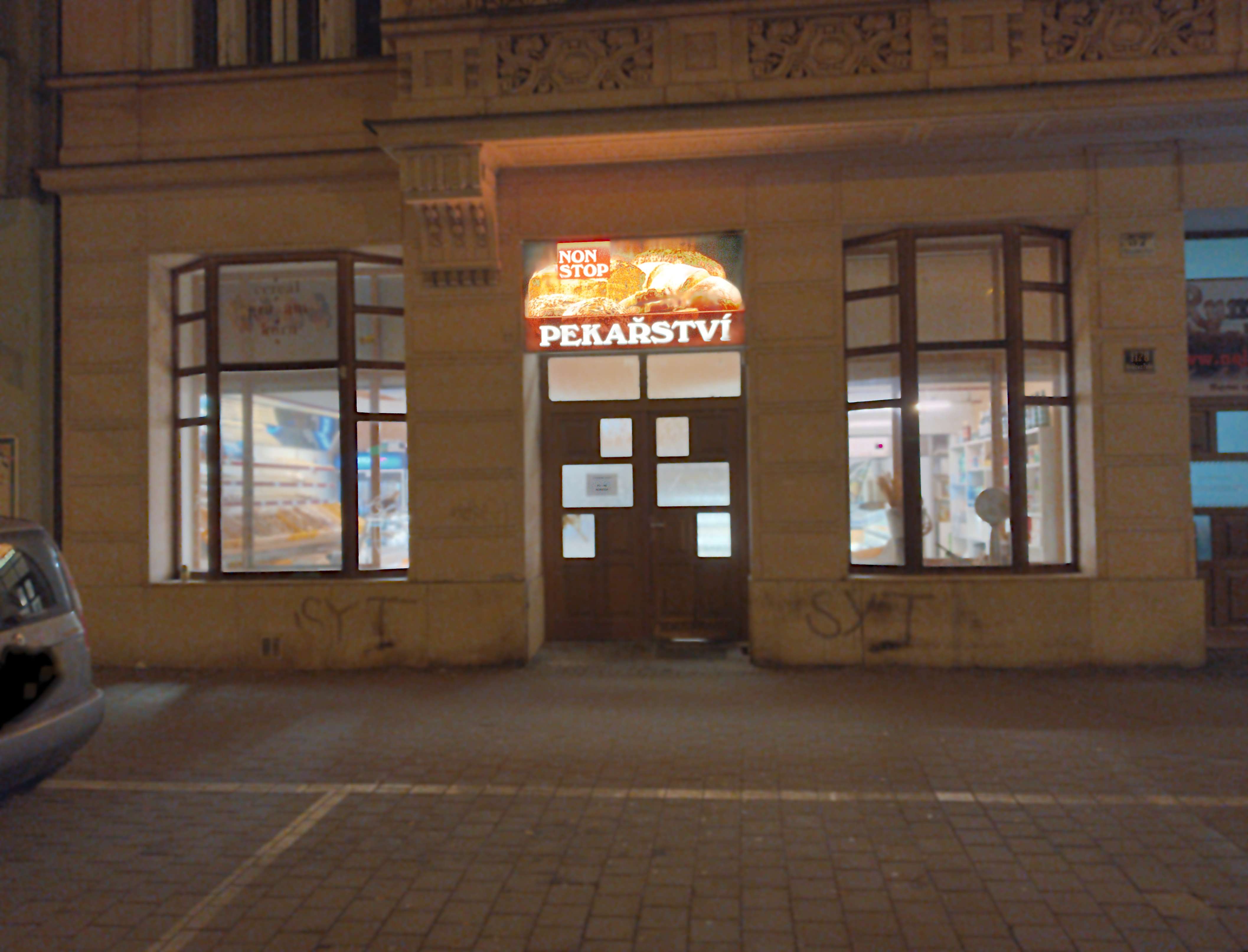
Brněnská non-stop pekárna na Palackého třídě

Nonstop či non stop je zažité označení pro nepřetržitý provoz. V češtině se používá zejména pro označení provozní doby prodejen, provozoven služeb, restaurace či bary, bazary a herny, ale i například pro telefonické či internetové informační či poradenské služby. V některých případech se metonymicky přenáší i na samotnou provozovnu („zajít do nonstopu“). V angličtině se v tomto významu častěji používá označení 24/7 (24 hodin denně, 7 dní v týdnu), zatímco nonstop či non-stop se používá spíše v technologických souvislostech.